# پینوو (مکلنبورگ-فورپومرن)
پینوو (به آلمانی: Pinnow) یک شهر در آلمان است که در لودویگسلوست-پارشیم واقع شده‌است. پینوو ۱٬۶۲۹ نفر جمعیت دارد.